# Donkervoort
Donkervoort je nizozemski proizvođač sportskih automobila sa sjedištem u Lelystadu.
Tvrtka je poznata po svojim ultra laganim vozilima koja se ručno izrađuju.

## Vanjske poveznice
- Službena web-stranica tvrtke